# Andreas Staub
Andreas Staub   (Sainte-Marie-aux-Mines, 17 d'octubre de 1806 - Viena, 5 d'abril de 1839) va ser un pintor d'aquarel·la i litògraf austríac.
Staub va néixer a Markirch a Alsàcia i es va suïcidar a Viena als 32 anys. De la seva vida se'n sap poc. Va ingressar a l'Acadèmia de Belles Arts de Viena als 19 anys i poc després va exposar les seves aquarel·les. Al voltant de 1835 va produir una sèrie de litografies de personatges famosos, com el pianista Sigismund Thalberg, l'actriu Johanna Franul von Weißenthurn, el diplomàtic Bartholomäus von Stürmer, el poeta Nikolaus Lenau i l'hidroterapeuta Vincenz Prießnitz . El seu retrat més famós va ser el de la compositora Clara Schumann (de soltera Wieck), que va aparèixer al bitllet de 100 marcs alemanys entre 1990 i 2001.